# Dreams (Fleetwood Mac)
Dreams is een nummer van de popgroep Fleetwood Mac. Het nummer is geschreven door Stevie Nicks en afkomstig van hun album Rumours uit 1977. Het nummer werd hun enige nummer 1-hit in de Verenigde Staten en een van hun bekendste singles. In Nederland was de plaat op vrijdag 16 september 1977 Veronica Alarmschijf op Hilversum 3 en werd een grote hit. De plaat kwam in zowel de Nederlandse Top 40 als de Nationale Hitparade op de 8e positie terecht. In België werd slechts de 22e positie van de Vlaamse Radio 2 Top 30 bereikt.

## Achtergrond
De leden van de band Fleetwood Mac maakten allemaal privé een moeilijke tijd door tijdens het schrijven en opnemen van het album Rumours. Drummer Mick Fleetwood lag in scheiding met zijn vrouw, John McVie verbrak de relatie met toetsenist Christine McVie en frontman Lindsey Buckingham en Stevie Nicks verbraken in dezelfde periode hun relatie van acht jaar.
Nicks schreef het nummer begin 1976 in de Record Plant-studio in Sausalito in Californië.
In 2020 ging het nummer viraal op de app TikTok. Onder meer de zangeres Shakira deed mee aan de hype, waarbij je jezelf filmt op een skateboard. Het nummer werd toen meer op de radio gedraaid en steeg daardoor in de NPO Radio 2 Top 2000 en de Belgische MNM 1000. Eind dat jaar brachten David Guetta en Lanie Gardner een eigen versie van het nummer uit.

## Hitnoteringen

### Nederlandse Top 40
| Hitnotering: 24-09-1977 t/m 05-11-1977 | Hitnotering: 24-09-1977 t/m 05-11-1977 | Hitnotering: 24-09-1977 t/m 05-11-1977 | Hitnotering: 24-09-1977 t/m 05-11-1977 | Hitnotering: 24-09-1977 t/m 05-11-1977 | Hitnotering: 24-09-1977 t/m 05-11-1977 | Hitnotering: 24-09-1977 t/m 05-11-1977 | Hitnotering: 24-09-1977 t/m 05-11-1977 | Hitnotering: 24-09-1977 t/m 05-11-1977 |
| Week:                                  | 1                                      | 2                                      | 3                                      | 4                                      | 5                                      | 6                                      | 7                                      |                                        |
| -------------------------------------- | -------------------------------------- | -------------------------------------- | -------------------------------------- | -------------------------------------- | -------------------------------------- | -------------------------------------- | -------------------------------------- | -------------------------------------- |
| Positie:                               | 16                                     | 11                                     | 8                                      | 8                                      | 15                                     | 36                                     | 40                                     | uit                                    |

### Nationale Hitparade/ NederlandseSingle Top 100
| Hitnotering: (week 1 t/m 5) 24-09-1977 t/m 22-10-1977 Hitnotering: (week 6 t/m 11) 17-10-2020 t/m 21-11-2020 | Hitnotering: (week 1 t/m 5) 24-09-1977 t/m 22-10-1977 Hitnotering: (week 6 t/m 11) 17-10-2020 t/m 21-11-2020 | Hitnotering: (week 1 t/m 5) 24-09-1977 t/m 22-10-1977 Hitnotering: (week 6 t/m 11) 17-10-2020 t/m 21-11-2020 | Hitnotering: (week 1 t/m 5) 24-09-1977 t/m 22-10-1977 Hitnotering: (week 6 t/m 11) 17-10-2020 t/m 21-11-2020 | Hitnotering: (week 1 t/m 5) 24-09-1977 t/m 22-10-1977 Hitnotering: (week 6 t/m 11) 17-10-2020 t/m 21-11-2020 | Hitnotering: (week 1 t/m 5) 24-09-1977 t/m 22-10-1977 Hitnotering: (week 6 t/m 11) 17-10-2020 t/m 21-11-2020 | Hitnotering: (week 1 t/m 5) 24-09-1977 t/m 22-10-1977 Hitnotering: (week 6 t/m 11) 17-10-2020 t/m 21-11-2020 | Hitnotering: (week 1 t/m 5) 24-09-1977 t/m 22-10-1977 Hitnotering: (week 6 t/m 11) 17-10-2020 t/m 21-11-2020 | Hitnotering: (week 1 t/m 5) 24-09-1977 t/m 22-10-1977 Hitnotering: (week 6 t/m 11) 17-10-2020 t/m 21-11-2020 | Hitnotering: (week 1 t/m 5) 24-09-1977 t/m 22-10-1977 Hitnotering: (week 6 t/m 11) 17-10-2020 t/m 21-11-2020 | Hitnotering: (week 1 t/m 5) 24-09-1977 t/m 22-10-1977 Hitnotering: (week 6 t/m 11) 17-10-2020 t/m 21-11-2020 | Hitnotering: (week 1 t/m 5) 24-09-1977 t/m 22-10-1977 Hitnotering: (week 6 t/m 11) 17-10-2020 t/m 21-11-2020 | Hitnotering: (week 1 t/m 5) 24-09-1977 t/m 22-10-1977 Hitnotering: (week 6 t/m 11) 17-10-2020 t/m 21-11-2020 | Hitnotering: (week 1 t/m 5) 24-09-1977 t/m 22-10-1977 Hitnotering: (week 6 t/m 11) 17-10-2020 t/m 21-11-2020 |
| Week: | 1 | 2 | 3 | 4 | 5 | | 6 | 7 | 8 | 9 | 10 | 11 | |
| --- | --- | --- | --- | --- | --- | --- | --- | --- | --- | --- | --- | --- | --- |
| Positie: | 16 | 9 | 8 | 8 | 16 | uit | 77 | 64 | 72 | 77 | 87 | 97 | uit |

### VlaamseUltratop 50
| Hitnotering: 08-10-1977 t/m 29-10-1977 | Hitnotering: 08-10-1977 t/m 29-10-1977 | Hitnotering: 08-10-1977 t/m 29-10-1977 | Hitnotering: 08-10-1977 t/m 29-10-1977 | Hitnotering: 08-10-1977 t/m 29-10-1977 | Hitnotering: 08-10-1977 t/m 29-10-1977 |
| Week:                                  | 1                                      | 2                                      | 3                                      | 4                                      |                                        |
| -------------------------------------- | -------------------------------------- | -------------------------------------- | -------------------------------------- | -------------------------------------- | -------------------------------------- |
| Positie:                               | 30                                     | 22                                     | 22                                     | 30                                     | uit                                    |

### NPO Radio 2 Top 2000
| Nummer met noteringen in de NPO Radio 2 Top 2000 | '00  | '01 | '02 | '03  | '04 | '05  | '06  | '07  | '08  | '09 | '10 | '11 | '12 | '13 | '14 | '15 | '16 | '17 | '18 | '19 | '20 | '21 | '22 | '23 | '24 |
| ------------------------------------------------ | ---- | --- | --- | ---- | --- | ---- | ---- | ---- | ---- | --- | --- | --- | --- | --- | --- | --- | --- | --- | --- | --- | --- | --- | --- | --- | --- |
| Dreams                                           | 1059 | 917 | 966 | 1018 | 984 | 1254 | 1132 | 1106 | 1096 | 924 | 946 | 692 | 585 | 336 | 263 | 338 | 341 | 249 | 229 | 272 | 111 | 111 | 88  | 111 | 91  |

1. ↑  Een vetgedrukt getal geeft de hoogste notering aan.
2. ↑  2000 was het eerste jaar met een notering voor dit nummer.